# Зернешть (Арджеш)
Зернешть, Зернешті (рум. Zărnești) — село у повіті Арджеш в Румунії. Входить до складу комуни Мелурень.
Село розташоване на відстані 122 км на північний захід від Бухареста, 18 км на північ від Пітешть, 108 км на північний схід від Крайови, 96 км на південний захід від Брашова.

## Населення
За даними перепису населення 2002 року у селі проживали 954 особи, усі — румуни. Усі жителі села рідною мовою назвали румунську.